# キット・キトリッジ アメリカン・ガール・ミステリー
『キット・キトリッジ アメリカン・ガール・ミステリー』（原題:Kit Kittredge: An American Girl）は2008年公開のアメリカ映画。アメリカン・ガールシリーズの第4作目。

## あらすじ
1934年6月、キット・キトリッジは、新聞記者を夢見て、屋根裏部屋でタイプライターを使って周囲で起きる出来事を記事にしていた。キットの父ジャックは自動車販売の仕事を失い、支払いができなくなったため、自宅の差し押さえが迫る。ジャックは仕事を探してイリノイ州シカゴへ行き、母マーガレットは、少しでも収入を得るため、下宿を始め、奇術師のバーク、踊りの先生のドゥーリー、移動図書館の運転手のボンドといった一風変わった人達が同居する。
地元では、路上強盗や押し込み強盗が報じられ、ホーボーが犯人だとされた。キットは取材をする中で、オハイオ川やエリー・ラッカワナ鉄道近くの森にあるホーボーのキャンプに住む、ウィルとカウンティーという2人の子供と知り合う。キットはキャンプの事を記事にして、シンシナティ新聞の編集者ギブソンに売り込むが、ギブソンは興味を示さない。キットは犬を飼い始め、マーガレットは鶏を買い、キットはその卵を売り始める。
マーガレットや下宿人の貴重品を入れた金庫が盗まれ、ウィルのブーツの底の星形と一致する足跡が見つかり、ウィルは容疑者になる。保安官はウィルとカウンティーを探す。しかし2人は森を去っていた。そこで、キットと、友達のスターリングとルーシーは調査を始め、ウィルの疑いを晴らそうとする。バークと彼の相棒フレドリックが一連の事件の犯人で、ウィルやホーボーを犯人に仕立て上げていた事が明らかになる。キットは一躍英雄になる。3人は、カウンティーが実は女の子だった事を知る。感謝祭の日、ホーボーが食べ物を持って訪れ、ジャックが帰宅する。ギブソンが来て、キットの記事が載った紙面を見せ、映画は幕を閉じる。

## 配役
俳優の横のカッコ内はBD日本語吹替キャスト。
マーガレット・ミルドレッド・キトリッジ（キット） - アビゲイル・ブレスリン（宇山玲加）;マーガレット・キトリッジ - ジュリア・オーモンド - （湯屋敦子）
ジャック・キトリッジ - クリス・オドネル（古澤徹）
ウィル・シェパード - マックス・シエリオット
ルシンダ・ボンド - ジョーン・キューザック（伊倉一恵）
メイ・ドゥーリー - ジェーン・クラコウスキー（松井菜桜子）
ルーシー・スミズンス - マディソン・ダヴェンポート（川田妙子）
スターリング・ハワード4世 - ザック・ミルズ
ロジャー - オースティン・マクドナルド
カウンティ（コンスタンス） - ウィロー・スミス
ギブソン - ウォーレス・ショーン（後藤哲夫）
ミセス・ハワード - グレン・ヘドリー
ジェファーソン・ジャスパー・ルネ・バーク - スタンリー・トゥッチ（石田圭祐）
ペニントン - コリン・モクリエ
ヘンドリック - ケネス・ウェルシュ
フランシス・ストーン - ブリアンヌ・ヤンセン
フィレンツェ・ストーン - エリン・ヒルガートナー
ボーボーの医者 - マーティン・ローチ
エレノア - エリザベート・ペレス（村山香月）
クラスメイト2 - ジョーダン・ラックリー
ピーター・マクニール

## DVD
ワーナー・ホーム・ビデオより2009年3月18日リリース。